# William Young (premier)
William Young (ur. 8 września 1799, zm. 8 maja 1887) – kanadyjski polityk i prawnik. Premier Nowej Szkocji.
Young należał do aktywnej grupy nowo szkockich reformistów, których celem była walka o wprowadzenie w kolonii rządu przedstawicielskiego odpowiedzialnego za całokształt spraw w kolonii. Po raz pierwszy został wybrany do rady legislacyjnej w roku 1836. Gdy ostatecznie rząd przedstawicielski został powołany w kolonii, Young miał nadzieję na fotel premiera, ubiegł go jednak jego partyjny kolega James Uniacke, a sam Younge został marszałkiem legislatury. W 1854 r., po ustąpieniu swego rywala, Young ostatecznie został premierem, spełniając swe funkcje do roku 1857 r., kiedy to w związku z kryzysem wewnętrzny w partii liberalnej, rozwijającym się na tle religijnym, przegłosowano wotum nieufności w stosunku do niego (12 posłów liberalnych poparło wotum). Young powrócił do władzy w roku 1860, lecz ze względu na słabnące poparcie własnej partii zmuszony został do ustąpienia z jej przywództwa, ustępując przed Jospephem Howe. Po tym Young został mianowany przewodniczącym prowincjonalnego sądu najwyższego, sprawując tę funkcję przez kolejne 21 lat.